# Pseudotaxiphyllum distichaceum
Pseudotaxiphyllum distichaceum là một loài Rêu trong họ Plagiotheciaceae. Loài này được (Mitt.) Z. Iwats. miêu tả khoa học đầu tiên năm 1987.